# Санец, Максим Иванович
Максим Иванович Санец (бел. Максім Іванавіч Санец; род. 4 апреля 1997, Туров, Гомельская область) — белорусский футболист, нападающий рогачёвского «Днепра».

## Карьера
Воспитанник футбольного клуба «Гомель». С 2013 года начал выступать в дубле команды. В 2014 году начал тренироваться с основной командой. Дебют игрока состоялся 21 сентября 2014 года против «Торпедо-БелАЗ». Продолжал выступать в дубле команды, также как и за основную команду. Свой первый гол забил 25 октября 2015 года в матче против «Слуцка». По итогу сезона 2015 «Гомель» вылетел из Высшей Лиге.
В феврале 2016 года было объявлено, что футболист перейдёт в минский клуб «Крумкачи». Выступал в основном в дубле команды, также выходил на замену за основную команду. Дебют игрока состоялся 9 апреля 2016 года против «Немана». В октябре 2016 года игрок продлил контракт с клубом на три года. По итогу сезона 2017 игрок выступал в основном за дубль воронов, только 4 раза выйдя на поле за основную команду. В июле 2017 года игрок и клуб разорвали контракт по согласию сторон.
Новым клубом игрока в июле 2017 года стало минское «Торпедо». Дебютировал за клуб 5 августа 2017 года против «Слонима-2017». Первый гол забил 9 сентября 2017 года против клуба «Неман-Агро» на последних минутах матча. В 2018 году «Торпедо» получило место в Высшей Лиге. Сам игрок в основном стал выступать за дубль команды.
В июле 2018 года отправился в аренду гомельский «Локомотив». Игрок сразу закрепился в стартовом составе команды. Дебютный матч состоялся 4 августа 2018 года против Орши, где сам футболист отметился забитым голом. По окончании аренды вернулся в минское «Торпедо» и тренировался в нём к новому сезону, однако в феврале снова отправился в аренду в «Локомотив». В августе 2019 года «Торпедо» было расформировано и игрок стал игроком гомельчан на полноценной основе. В апреле 2020 года был дисквалифицирован на 1 месяц и вскоре стал свободным агентом.
В апреле 2021 года стал игроком речицкого «Спутника». Дебютная игра состоялась 29 мая 2021 года против «Немана», где игрок отличился забитым голом.
В июле 2021 года, после того как «Спутник» снялся с Высшей Лиги, перешёл в «Ислочь», где футболист в основном выходил на замену. Дебютный матч игрока за клуб состоялся 18 июля 2021 года против «Славии». Первый гол за клуб забил «Неману» 11 сентября 2021 года. В январе 2022 года покинул команду по окончании контракта.
В январе 2022 года присоединился к «Слуцку». Дебютировал за клуб 19 марта 2022 года против «Ислочи». В матче 15 апреля 2022 года против «Минска» забил свой дебютный гол за клуб. На апрель 2022 года стал единственным игроком, который отличался и за основную команду, так и за дубль. В ноябре 2022 года покинул клуб.
В январе 2023 года футболист проходил просмотр в «Гомеле». В феврале 2023 года футболист стал игроком гомельского «Бумпрома».

## Международная карьера
Выступал за юношескую и молодёжную сборные Беларуси.